# الکساندر گورویچ
 الکساندر گورویچ (روسی: Александр Викторович Гуревич؛ زاده ۱۹ سپتامبر ۱۹۳۰) یک فیزیک‌دان اهل روسیه است.